# Fachgebundene Hochschulreife
Die Fachgebundene Hochschulreife ist ein höherer Bildungsabschluss und ein fachgebundenes Abitur mit der Studienberechtigung für bestimmte Fächer und Fachrichtungen an Universitäten und für sämtliche Studienfächer an Fachhochschulen. Bei diesem Schulabschluss handelt es sich um das „Reifezeugnis“ ohne Unterricht/schulische Prüfung in einer 2. Fremdsprache. 

## Erwerb
Im Schulsystem der Bundesrepublik Deutschland kann bei einem gymnasialen Oberstufenabschluss ein „Zeugnis der Fachgebundenen Hochschulreife“ ausgestellt werden. Es berechtigt zum Studium jener Studiengänge, die in diesem Zeugnis angeführt sind. Eine zweite Fremdsprache ist dabei nicht notwendig; allerdings bestehen bestimmte andere Voraussetzungen.
Mit einer Abschlussprüfung in einer zweiten Fremdsprache kann die Fachgebundene in eine Allgemeine Hochschulreife (Abitur) umgewandelt werden.
Die Fachgebundene Hochschulreife kann ferner an diesen Bildungseinrichtungen erworben werden:
- einer (Berufs-)Oberschule,
- einer Fachakademie,
- an einigen Berufsfachschulen,
- an Berufskollegs,
- an Studienkollegs,
- an beruflichen Gymnasien/Fachgymnasien sowie
- nach Abschluss der 13. Klasse einer Fachoberschule (nur in einigen Bundesländern);

außerdem an einer:
- Gesamthochschule für Studierende mit einem Zeugnis der Fachhochschulreife nach erfolgreichem Abschluss bestimmter Brückenkurse oder Studienleistungen zwischen 60 und 90 Credit-Points in einem Bachelor-Studiengang (bundeslandspezifische Anerkennung).
- Fachhochschule nach dem Vordiplom (in einigen bundesdeutschen Ländern);

oder durch:
- eine Begabtenprüfung
- die Anerkennung eines ausländischen Schulabschlusses durch die zuständige Behörde (z. B. in NRW durch die Bezirksregierung Düsseldorf).

Der allgemeine oder fachgebundene Hochschulzugang in Bachelor-Studiengängen wird in einigen Bundesländern unter bestimmten Voraussetzungen und Bedingungen auch besonders qualifizierten und geeigneten Berufstätigen, die kein Zeugnis der allgemeinen oder fachgebundenen Hochschulreife besitzen, eröffnet. Mindestvoraussetzung hierfür sind eine Meisterprüfung, eine dieser gleichgestellte berufliche Fortbildungsprüfung oder das Abschlusszeugnis einer höheren Fachschule oder Fachakademie. (Für Bayern bspw. siehe Bayerisches Hochschulgesetz (BayHSchG) vom 23. Mai 2006 (GVBl. S. 245, BayRS 2210-1-1-WFK), zuletzt geändert durch § 1 des Gesetzes vom 7. Juli 2009 (GVBl. S. 256) Art. 45 Abs. 2.)

## Anerkennung in anderen EU-Staaten
Für Studienbewerber aus der Bundesrepublik Deutschland mit einem „Zeugnis der fachgebundenen Hochschulreife“ gilt folgende Regelung:
- in Österreich: „Das Zeugnis der Fachgebundenen Hochschulreife berechtigt zum Studium jener Studiengänge, für die die Studienberechtigung in allen Ländern der Bundesrepublik Deutschland besteht. Diese sind explizit in diesem Zeugnis angeführt.“[2]